# Ville, Oise
Ville är en kommun i departementet Oise i regionen Hauts-de-France i norra Frankrike. Kommunen ligger i kantonen Noyon som tillhör arrondissementet Compiègne. År 2022 hade Ville 746 invånare.

## Befolkningsutveckling
Antalet invånare i kommunen Ville
| Referens: INSEE |